# Massimo Colaci
Massimo Colaci, född 21 februari 1985 i Senigallia, är en italiensk volleybollspelare. Colaci blev olympisk silvermedaljör i volleyboll vid sommarspelen 2016 i Rio de Janeiro.